# Осуна
 Тази статия е за града в Испания.  За пуерториканския музикант вижте Осуна (певец).  За мексиканския тенисист вижте Рафаел Осуна.
Осу̀на (на испански: Osuna) е град в южна Испания, част от провинция Севиля на автономната област Андалусия. Населението му е около 17 900 души (2009).
Разположен е на 328 метра надморска височина в подножието на Андалуските планини, на 80 километра източно от Севиля и на 82 километра северозападно от бреговете на Средиземно море. Селището е известно от Античността, когато в близост се провежда битката при Мунда. След завземането му от Кастилия през 1239 година е владение на ордена Калатрава, а по-късно на херцозите на Осуна.

## Известни личности
Родени в Осуна
- Педро Телес-Хирон и Веласко (1574 – 1624), политик